# Amelia al ballo
Amelia al ballo (Amèlia va al ball) és una òpera bufa d'un acte composta per Gian Carlo Menotti, que també va escriure'n el llibret en italià. Menotti la va compondre durant el 1936, amb vint-i-tres anys, i va ser la seva primera òpera de maduresa i el seu primer èxit. L'obra explica amb to humorístic els esdeveniments i obstacles que una jove italiana assídua als esdeveniments socials ha de superar per assistir al primer ball de la temporada.

## Estrenes
L'estrena de l'obra va tenir lloc l'1 d'abril 1937 a la Philadelphia Academy of Music de Filadèlfia, però va caldre traduir el llibret a l'anglès. George Mead va preparar la traducció i Menotti va fer revisions menors per ajustar la música al nou text en anglès, amb el títol Amelia Goes to the Ball.
L'estrena mundial de la versió original en italià va tenir lloc a Itàlia, al Casino Municipal de Sanremo, el 4 d'abril de 1938.
Al Gran Teatre del Liceu de Barcelona l'obra es va estrenar a la temporada 1953-1954.